# Stephanopoides
Stephanopoides Keyserling, 1880 è un genere di ragni appartenente alla famiglia Thomisidae.

## Distribuzione
Le tre specie note di questo genere sono state rinvenute in America centrale e meridionale: la specie dall'areale più vasto è la S. simoni, reperita in località del Brasile, di Panama, della Guyana, del Perù e della Bolivia

## Tassonomia
Considerato sinonimo anteriore di Browningella Mello-Leitão, 1948, a seguito di un lavoro degli aracnologi Bonaldo e Lise del 2001.
Non sono stati esaminati esemplari di questo genere dal 2010.
A gennaio 2015, si compone di tre specie:
- Stephanopoides brasiliana Keyserling, 1880[2] — Panama, Brasile
- Stephanopoides sexmaculata Mello-Leitão, 1929 — Brasile, Argentina
- Stephanopoides simoni Keyserling, 1880 — Brasile, Guyana, Bolivia, Panama, Perù

### Specie trasferite
- Stephanopoides mirabilis Soares, 1942; trasferita al genere Erissus Simon, 1895[1].
- Stephanopoides sanctaeleopoldinae Soares & Soares, 1946; trasferita al genere Erissus Simon, 1895[1].

### Sinonimi
- Stephanopoides browningi (Mello-Leitão, 1948); posta in sinonimia con S. simoni Keyserling, 1880 a seguito di un lavoro di Bonaldo & Lise del 2001[1].
- Stephanopoides jocosa (Banks, 1929); trasferita qui dal genere Synema e posta in sinonimia con S. simoni Keyserling, 1880 a seguito di un lavoro di Quintero & Miranda del 2008[1].